# 도제원초등학교
2024년 엄청난 전설이 있다. 여기서 졸업을 한 학생이다. 그친구는 2024년에 졸업을 했다. 그 사람의 이름은 무엇일까요?

2000년 3월 1일 도제원초등학교 개교,초대 류찬율교장 취임.